# شوماخر (دهانه)
شوماخر یک دهانه برخوردی در ماه‌ است.

## دهانه‌های اقماری
این دهانه ۱ دهانه اقماری دارد.
| Schumacher | عرض جغرافیایی | طول جغرافیایی | قطر          |
| ---------- | ------------- | ------------- | ------------ |
| B          | ۴۲.۱° N       | ۵۹.۴° E       | ۲۴.۰ کیلومتر |